# Allocosa noctuabunda
Allocosa noctuabunda là một loài nhện trong họ wolfspinnen (Lycosidae).
Loài này thuộc chi Allocosa. Allocosa noctuabunda được M. E. Montgomery miêu tả năm 1904.